# Pandaia
En la mitología griega Pandaia o Pandaya (en griego Πανδαίη) era la única hija de Heracles, según Plinio, aunque no la cita por su nombre. No se le conoce madre. Pandaia gobernó un reino en la India y tiene ascendencia doria. Arriano sí la nombra y además dice que dio nombre a la comarca en que nació, cuyo gobierno le confió su padre, quien estableció leyes específicas.
Plinio cuenta nos habla del pueblo de los pandas, situado al norte de la India, y que podría identificarse con los pandava, los fabulosos habitantes de la cuenca del Chambal, afluente del Yamuna. Dice que es el único pueblo entre los indios gobernado por mujeres. Se cuenta que Hércules [Heracles] tuvo un solo vástago de este sexo, y ella, favorita por esta razón, fue dotada con el reino más importante. Sus descendientes tienen bajo su autoridad trescientas poblaciones, ciento cincuenta mil infantes y quinientos elefantes. Después de esta serie de trescientas ciudades están los derangas, los posingas, los butas, los gogareos, los umbras, los néreas, los brangosos, los nobundas, los cocondas, los néseos, los palátitas, los salobriasas, y los orostras, colindantes con la isla de Pátala; desde el punto más extremo de su litoral hasta las Puertas Caspias, dicen que hay un millón novecientos veinticinco mil pasos.
Polieno informa de que Heracles asignó a Pandaia la parte sur de la India que está junto al mar, subdividiéndola en trescientos sesenta y cinco cantones e imponiendo a cada uno un impuesto anual que debía pagarse en un día fijo del año. Si un cantón se negaba a pagar, los demás debían compensar la pérdida.
Aunque Plinio dice que Pandaya era la única hija de Heracles en otras fuentes nos encontramos a otras hijas, como Euclea, Macaria y Manto.